# Конельяно
Конелья́но (итал. Conegliano, вен. Conejan) — коммуна в Италии, располагается в провинции Тревизо области Венеция.
Население составляет 35 625 человек (на 2004 г.), плотность населения — 964 чел./км². Занимает площадь 36 км². Почтовый индекс — 31015. Телефонный код — 0438.
Покровителем коммуны почитается святой Леонард Ноблакский. Праздник ежегодно празднуется 6 ноября.

## Города-побратимы
- Гарибалди, Бразилия
- Россошь, Россия[2]

## Известные уроженцы и жители
- Алессандро Дель Пьеро — футболист, чемпион мира по футболу 2006 года
- Марко Донадель — футболист
- Чима да Конельяно — художник
- Брузегин, Марцио — профессиональный шоссейный велогонщик, призёр общего зачёта Джиро д’Италия.
- Бенини, Ферруччо (1854—1916) — итальянский актёр.
- Андреа Вендраме  — итальянский профессиональный шоссейный велогонщик, победитель этапа Джиро д’Италия.